# San Pietro in Lama
San Pietro in Lama – miejscowość i gmina we Włoszech, w regionie Apulia, w prowincji Lecce.
Według danych na rok 2004 gminę zamieszkiwało 3509 osób, 501,3 os./km².